# Жигалев, Николай Алексеевич
Николай Алексеевич Жигалев  (1895—11.01.1938) — военный деятель, участник Первой мировой войны, Гражданской войны. Заместитель начальника Управления Полярной авиации Главсевморпути (1935—1937)

## Биография
Родился в 1895 в г. Санкт-Петербург в рабочей семье, отец рабочий-ткач. Русский.
Член ВКП(б) с 1920 г., принят Хамовническим РК ВКП(б) г. Москва.
С 1904 г. учился в начальном, затем в 4-х классном городском училище, с 1912 по 1914 г.г. учился в реальном училище, которое не окончил.
С сентября 1914 г. по февраль 1915 г. подручный рабочий завода «Блугаз», платформа Фарфоровая, Петроградская губерния.
С апреля по август 1915 г. ремонтный рабочий на городской железной дороге г. Петрограда.

### В РИА
Призван в РИА в сентябре 1915 г.
С сентября 1915 г. — рядовой 178 пехотного полка.
С октября 1916 г. курсант Ораниенбаумской школы прапорщиков. После окончания с мая 1917 г. по январь 1918 г. командир взвода 196 пехотного Инсарского полка.
С января до июля 1918 г. болел.

### В РККА
С июня 1918 г. добровольно РККА, помощник и командир 6-й роты 154 стрелкового полка 18 стрелковой дивизии.
Участник боевых действий в составе 6-й Армии на Северном фронте. Награждён:
Приказ РВСР № 12 от 10.03.1919 года. Орден Красное Знамя РСФСР № 300. Грамота № 5861. В представлении к награде сказано:

«За отличие в бою 7.11.1918 г. у деревни Карыш, где получив приказание занять правую опушку леса, взял с собой пулемёт и быстро занял указанный участок, несмотря на то, что пришлось идти по тонкому болоту и под сильным огнем неприятеля. Открыв затем огонь во фланг противника, дал возможность подняться нашим цепям и способствовать занятию вражеской позиции»— 
В декабре 1918 г. ранен, лечился в военном госпитале г. Вологда. По выздоровлении в мае 1919 г. направлен в Южную группу Восточного фронта: служил инспектором в политотделе при военной роте Самарского гарнизона.
С октября 1919 г. по октябрь 1922 г. учился в Академии РККА. За время учёбы был на фронтах: Южном — и. о. начальника управления и начальника тыла армии; на Тамбовском — при подавлении Антоновского мятежа в 1921; на Западном в Минске — начальник оперативного управления армии по ликвидации банд Савинкова.
С октября 1922 г. командир роты 28 стрелкового полка 10 стрелковой дивизии. (г.Ленинград)
С октября 1923 г. учился в школе летнабов. (г.Ленинград)
С мая 1924 г. начальник штаба 1 истребительной эскадрильи. (г. Красногвардейск Ленинградской области)
С января 1926 г. командир 6 корпусной авиагруппы.
С января 1927 г. помощник командира 1 авиабригады.
С января 1928 г. начальник штаба 10 авиабригады. (г.Москва)
С февраля 1929 г. руководитель кафедры Военно-теоретической школы (г.Ленинград)
С февраля 1931 г. военный руководитель института ГВФ. (г.Ленинград)
С декабря 1931 г. начальник 6 военной школы летчиков (г.Серпухов)
С мая 1933 г. для особоважных поручений при начальнике ВВС РККА (г.Москва)
В декабря 1934 г. учился на курсах повышения квалификации на оперативном факультете ВВА им. Н. Е. Жуковского.
Переведен в резерв РККА.
С марта 1935 г. заместитель начальника Управления Полярной авиации Главсевморпути. За отличную работу по освоению Крайнего Севера и, в особенности, за подготовку обеспечения и обслуживания экспедиции на Северный полюс Постановлением ЦИК СССР от 27.06.1937 г. награждён Орденом Трудового Красного Знамени СССР № 2181

### Арест, расстрел, реабилитация
Проживал: г. Москва, Никитский бульвар д.9., кв.8.
Арестован 4.11.1937 г. Военной коллегией Верховного Суда СССР приговорен 11.01.1938 г., за контрреволюционную деятельность к высшей мере наказания, расстрелян в тот же день на полигоне Бутово-Коммунарка.
Лишен наград указом ПВС СССР от 14.7.1939 г.
Реабилитирован Определением Военной Коллегии Верховного Суда СССР от 13.08.1957.
Приказом МО № 02938 от 26.12.1957 г. пункт приказа НКО № 0275 от 2.4.1938 г. об увольнении по ст.44 «в» отменить.
Восстановлен в правах на награды указом ПВС СССР от 26.04.1967 г.

## Награды
- Орден Красного Знамени (РСФСР) (1919)[3].
- Орден Красного Знамени (РСФСР)[4]

## Воинские чины и звания
Нижний чин
Прапорщик (21.10.1917 г.)
Военный лётчик
Командир